# Brezany
Brezany (em húngaro: Litvaberzseny) é um município da Eslováquia, situado no distrito de Žilina, na região de Žilina. Tem 3,66 km² de área e sua população em 2018 foi estimada em 644 habitantes.

## Demografia
| Ano:        | 1994 | 2004   | 2014    | 2024    |
| ----------- | ---- | ------ | ------- | ------- |
| Broj ljudi: | 487  | 459    | 597     | 692     |
| Razlika:    |      | -5,74% | +30,06% | +15,91% |

| Ano:               | 2023 | 2024   |
| ------------------ | ---- | ------ |
| Número de pessoas: | 705  | 692    |
| Diferença:         |      | -1,84% |